# Saint Peter's Seminary
Il Saint Peter's Seminary è un'università privata di indirizzo cattolico con sede a London, nell'Ontario, Canada.
Fu fondato nel 1912 come seminario diocesano da Michael Francis Fallon, vescovo di London. Insieme con il King's University College, è affiliato alla University of Western Ontario.